# Barcita subviridescens
Barcita subviridescens är en fjärilsart som beskrevs av Walker 1858. Barcita subviridescens ingår i släktet Barcita och familjen nattflyn. Inga underarter finns listade i Catalogue of Life.